# پتروس هاجیان

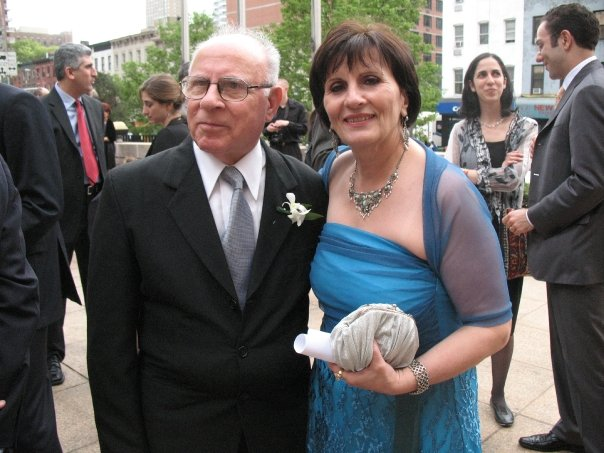
پتروس و سوسی هاجیان

پتروس هاجیان (ارمنی: Պետրոս Հաճեան؛ زادهٔ ۲۴ ژانویهٔ ۱۹۳۳ - درگذشته ۳ سپتامبر ۲۰۱۲) یک نویسنده، روزنامه‌نگار، و آموزگار اهل ارمنستان است.

## زندگی
در میانه دههٔ ۱۹۶۰ پس از تدریس تاریخ ارمنستان در «مدرسه هایکازیان» در ارمنیان شهر حلب، در سال ۱۹۶۸ به مدیریت «مدرسه Karen Jeppe Gemaran» (دومین مدرسه حلب و یکی از مهمترین مدارس جماعت ارمنیان پراکنده) برگزیده شد.
در سال ۱۹۷۰ به بوئنوس آیرس نقل مکان نمود.

## کتاب‌ها
- [پانویس ۱]«Պարզ քերականութիւն» , جلدهای ۱، ۲ و ۳ (بوئنوس آیرس، ۱۹۸۶–۱۹۸۷).
- [پانویس ۲]«Հայ մտքի մշակներ / Grandes Figuras de la Cultura Armenia» , siglos V-X (بوئنوس آیرس، ۱۹۸۷، ترجمه‌شده توسط Vartan Matiossian).
- [پانویس ۳]«Հայ մտքի մշակներ / Grandes Figuras de la Cultura Armenia» , siglos XI-XIV (بوئنوس آیرس، ۱۹۹۰، ترجمه‌شده توسط Vartan Matiossian).
- [پانویس ۴]«Հրամմեցէք պարոններ» (بوئنوس آیرس، ۱۹۹۵، به زبان ارمنی).
- La palabra silenciada: las victimas intelectuales del Genocidio Armenio (بوئنوس آیرس، ۲۰۰۰، ترجمه‌شده توسط Vartan Matiossian).
- [پانویس ۵]«100 տարի, 100 պատմութիւն» (بوئنوس آیرس، ۲۰۰۱).
- یکی بود یکی نبود[پانویس ۶]«Կար ու չկար» (بوئنوس آیرس، ۲۰۰۳).
- «Կարկեմիշ» (Karkemish) (حلب، ۲۰۰۵).
- کمربند[پانویس ۷]El Cinturón (بوئنوس آیرس، ۲۰۰۵، ترجمه‌شده توسط Berg Agemian).
- Cien Años, Cien Historias (بوئنوس آیرس، ۲۰۰۷، ترجمه‌شده توسط Vartan Matiossian).
- جاده‌ای به کارکمیش[پانویس ۸]

«Ճանապարհ դէպի Կարկեմիշ» (ایروان، ۲۰۰۸).
- «Հարաւը Սփիւռքի մէջ» (The South in the Diaspora) (حلب، ۲۰۰۸).
- یکصد سال، یکصد داستان[پانویس ۹] (حلب، ۲۰۰۹، ترجمه‌شده توسط Aris Sevag).